# تكييف إقفاري عن بعد
التكييف الإقفاري عن بعد هو إجراء طبي تجريبي يهدف إلى الحد من شدة الإصابة الإقفارية (نقص التروية) لعضو مثل القلب أو الدماغ، والتي تكون شائعة في حالة النوبة القلبية أو السكتة الدماغية، أو أثناء إجراءات مثل الجراحة القلبية، فقد يحدث نقص تروية مؤقت في القلب أثناء العملية، عن طريق تحفيز آليات الحماية الطبيعية للجسم بعد إصابة الأنسجة. رغم أن هذا الإجراء أظهر بعض الفوائد في النماذج التجريبية على الحيوانات، ما يزال تجريبيًا في البشر ولم تتكرر الأدلة الأولية من الدراسات الصغيرة في تجارب سريرية أكبر. فشلت التجارب السريرية المتتالية في تحديد أدلة داعمة للدور الوقائي لهذا الإجراء لدى البشر.
يتضمن الإجراء توقفًا مؤقتًا متكررًا لتدفق الدم إلى أحد الأطراف لإحداث نقص التروية (نقص الأكسجين والجلوكوز) في الأنسجة. ينشط هذا «التكييف» الفيزيولوجيا الوقائية الطبيعية للجسم استجابةً لضرر إعادة التروية وتلف الأنسجة الناجم عن انخفاض مستويات الأكسجين –وهي آلية حماية موجودة لدى معظم الثدييات. يحاكي التكييف الإقفاري عن بعد بشكل أساسي التأثيرات الواقية للقلب التي تحدثها التمارين الرياضية؛ في الواقع، يمكن اعتبار التمرين شكلًا من أشكال التكييف الإقفاري عن بعد إذ يكون المنبه بعيدًا عن العضو المحمي. يُطلق على التكييف الإقفاري عن بعد مصطلح «التمرين عبر جهاز»، وهو مناسب بشكل خاص للمرضى غير القادرين أو غير الراغبين في ممارسة التمارين.

## التاريخ
اكتُشفت ظاهرة التكييف المسبق الإقفاري في عام 1986 من قبل سي. إي. موري وزملائه، الذين لاحظوا أن وضع مشبك متقاطع مؤقت على الفرع الأمامي بين البطينين للشريان التاجي الأيسر في الكلاب يحمي هذا الفرع في القلب من الحوادث الإقفارية المطولة اللاحقة، ما يقلل من حجم الاحتشاء بنسبة 75%. كان يُعتقد أن هذا التأثير موضعي وسمي بالتكييف المسبق الإقفاري الموضعي. تم تأكيد هذه الظاهرة من قبل باحثين آخرين بتجارب على الكلاب والخنازير والفئران والجرذان.
في عام 1993، بدأت كارين برزيكلينك وزملاؤها في استخدام مصطلح «عن بعد» عندما لاحظوا أن المشبك المتقاطع على الجانب الأيمن من القلب (الشريان المنعطف الأيمن) يحمي الجانب الأيسر من القلب (منطقة الفرع الأمامي بين البطينين للشريان التاجي الأيسر) من نقص التروية: أي أن الإجراء الوقائي كان بعيدًا عن التأثير الملحوظ. أكد باحثون آخرون هذا التأثير البعيد ووجدوا أن تنفيذ بروتوكول التكييف المسبق على أنسجة الكلى أو الجهاز الهضمي يوفر أيضًا حماية للقلب.
في عام 2002، أظهر راج كارباندا وأندرو ريدينغتون، اللذان يعملان في مستشفى الأطفال المرضى في تورونتو، أن إجراء إيقاف وبدء تدفق الدم غير الباضع في الذراع يوفر نفس الحماية التي يوفرها التكييف المسبق الباضع للقلب. أدى هذا التعديل على بروتوكول التكييف الإقفاري عن بعد إلى تعزيز سلامته وإمكانية تطبيقه بشكل كبير، وأدى إلى زيادة الاهتمام السريري بهذه التقنية.

## التجارب السريرية
أكمل أكثر من 10,000 مريض في جميع أنحاء العالم تجارب سريرية تشمل التكييف الإقفاري عن بعد، وتم تسجيل 20,000 آخرين في التجارب الجارية. أظهر المرضى الذين خضعوا للتكييف الإقفاري عن بعد قبل الجراحة أذية أقل في القلب، بحسب قياس الواسم الحيوي، تروبونين، بالإضافة إلى انخفاض الحاجة إلى الأدوية الداعمة. أعقب هذه التجربة مزيدًا من التجارب التي ركزت على قياس تأثيرات التكييف الإقفاري عن بعد على معدلات ونتائج النوبات القلبية، وقصور القلب، والسكتة الدماغية، وإجراءات التدخل القلبية الصدرية.

### الأزمة القلبية (احتشاء عضلة القلب)
في العديد من التجارب المنضبطة المعشاة، قلل التكييف الإقفاري عن بعد من حجم الاحتشاء لدى مرضى احتشاء عضلة القلب المترافق مع ارتفاع القطعة إس تي عند تطبيقه في سيارة الإسعاف أو قسم الطوارئ كعلاج مساعد للتدخل التاجي بطريق الجلد، أو عند استخدامه مع الأدوية الحالة للخثرات. في سبع تجارب شملت 2,372 مريضًا باحتشاء عضلة القلب الناجم عن ارتفاع القطعة إس تي، تم تقليل حجم الاحتشاء -وهو مقياس الضرر الذي لحق بالقلب- بنسبة 17-30% بشكل وسطي، وكان الانخفاض أكبر (نحو 60%) في حالات الاحتشاء الأكبر. أظهر تحليل إضافي لدراسة دنماركية على مرضى عولجوا في سيارة الإسعاف، أن الذين خضعوا للتكييف الإقفاري عن بعد لم يظهروا انخفاضًا في مشعر إنقاذ عضلة القلب (مقياس لصحة القلب) عندما أُعطيوا العلاج متأخرًا، بينما شهدت المجموعة المنضبطة انخفاضًا كبيرًا في مشعر الإنقاذ. لذلك، أدى التكييف الإقفاري عن بعد بشكل فعال إلى تمديد «الساعة الذهبية»، وهي الفترة التي يكون فيها العلاج الطبي للنوبات القلبية أكثر فعالية.

### تصوير القلب والأورام
أُثبت أن التكييف الإقفاري عن بعد يقلل من اعتلال الكلية الناجم عن مواد التباين وإصابة الكلى الحادة الناجمة عن مواد التباين، وهما من المضاعفات الخطيرة التي قد تحدث عندما يتم إعطاء المرضى مواد تباين أثناء التصوير أو الإجراءات الباضعة مثل رأب الأوعية أو استبدال الصمام الأبهري عبر الجلد. تبلغ نسبة حدوث اعتلال الكلية الناجم عن مواد التباين 13% لدى مجموعة سكانية غير انتقائية وقد تصل إلى 57% لدى المرضى الذين يعانون من ضعف وظائف الكلى وفشل القلب الاحتقاني. يرتبط تطور اعتلال الكلية الناجم عن مواد التباين بعد التدخل التاجي بطريق الجلد بزيادة خطر الأحداث الإقفارية والنزفية قصيرة وطويلة الأمد.  

## التطبيقات الناشئة
يعمل الباحثون على توسيع نطاق التطبيقات السريرية للتكييف الإقفاري عن بعد بما يتجاوز الأمراض القلبية الوعائية. نظرًا لأن التكييف الإقفاري عن بعد يعدل تعبير الجينات المشاركة في الالتهاب والتخثر وجمل المتممة، يعتقد الباحثون أن العلاجات المتكررة (التكييف المزمن) قد تساعد في التعافي أو منع ترقي المرض في مجموعة متنوعة من الحالات المزمنة. تشمل مجالات البحث الأكثر تقدمًا التعافي من قصور القلب والسكتة الدماغية.

### قصور القلب
رغم التطور في علاج النوبات القلبية، يكون الناجون معرضين بشكل كبير لخطر الإصابة بقصور القلب والوفاة خلال خمس سنوات بسبب عمليات إعادة النمذجة غير المضبوطة في القلب. تعد الآلية الالتهابية الحادة التي تحدث بعد النوبة القلبية بفترة وجيزة ضرورية للشفاء وتشكيل الندبات، ولكنها قد تكون ضارة إذا استمرت لفترة طويلة من الزمن. ينتج عن الإجهاد التأكسدي المستمر التهاب وموت خلايا القلب وتليف البطينين وتضخم خلايا القلب، ما يؤدي إلى قصور القلب. تشير الدراسات إلى أن علاجات التكييف الإقفاري عن بعد اليومية المتكررة تؤدي إلى تثبيط نشاط العدلات (الخلايا المتعادلة) والاستجابات الالتهابية لدى البشر، ويمكن أن تخفف من الالتهاب التالي للنوبات القلبية.

### المؤشرات العصبية
بالإضافة إلى فعاليته في مجال أمراض القلب، يُعتقد أن التكييف الإقفاري عن بعد ينشط المسارات العصبية الوقائية عن بُعد، بالإضافة إلى أن سلامته وفعاليته وكلفته المنخفضة تمنحه إمكانات عالية في مجموعة متنوعة من الحالات العصبية. مثل القلب، يتمتع الدماغ بقدرات الحماية الذاتية ويمكنه التكيف مع الإجهاد والإصابة (مثل حالات نقص التأكسج أو نقص التروية) عن طريق تنشيط مسارات الحماية الخلوية. لا يوفر التكييف الإقفاري عن بعد الحماية من ضرر إعادة التروية الإقفاري فحسب، بل يزيد أيضًا من تدفق الدم إلى الدماغ، ما قد يساهم في التأثير الوقائي العصبي.

#### السكتة الدماغية
أجريت أول تجربة عشوائية للتكييف الإقفاري عن بعد على مرضى السكتة الدماغية الحادة من قبل هوغارد وزملائه في الدنمارك. بالمقارنة مع العلاج القياسي، زاد التكييف الإقفاري عن بعد احتمال بقاء الأنسجة سليمة بعد شهر واحد وقلل من خطر حدوث احتشاء في الأنسجة عالية الخطورة.

#### احتشاء الدماغ
يعد احتشاء الدماغ المتأخر التالي للنزف تحت العنكبوتية سببًا رئيسيًا للمرض. أظهرت تجربتان سريريتان في المرحلة الأولى أن التكييف الإقفاري عن بعد التالي للنزف تحت العنكبوتية ممكن وآمن وجيد التحمل، وقد يحد من الأذية العصبية اللاحقة.